# Liste der Biografien/Goa
Liste der Biografien |
Portal Biografien |
Personensuche
# |
A |
B |
C |
D |
E |
F |
G |
H |
I |
J |
K |
L |
M |
N |
O |
P |
Q |
R |
S |
T |
U |
V |
W |
X |
Y |
Z |
?
 
Ga |
Gb |
Gc |
Gd |
Ge |
Gf |
Gh |
Gi |
Gj |
Gk |
Gl |
Gm |
Gn |
Go |
Gp |
Gq |
Gr |
Gs |
Gu |
Gv |
Gw |
Gy |
Gz
 
Goa |
Gob |
Goc |
God |
Goe |
Gof |
Gog |
Goh |
Goi |
Goj |
Gok |
Gol |
Gom |
Gon |
Goo |
Gop |
Gor |
Gos |
Got |
Gou |
Gov |
Gow |
Goy |
Goz
Die Liste der Biografien führt alle Personen auf, die in der deutschsprachigen Wikipedia einen Artikel haben. Dieses ist eine Teilliste mit 13 Einträgen von Personen, deren Namen mit den Buchstaben „Goa“ beginnt.

## Goa

### Goac
- Goach, Günther (* 1957), österreichischer Gewerkschaftsfunktionär
- Goacher, Paul (1917–1986), US-amerikanischer Autorennfahrer

### Goad
- Goad, Robin (* 1970), US-amerikanische Gewichtheberin
- Goad, Thomas (1576–1638), anglikanischer Theologe

### Goal
- Goal, Dieter (1938–2013), deutscher Jazzmusiker (Tenorsaxophon, Mundharmonika)
- Goalabre, Paul (* 1991), französischer Skilangläufer
- Goalby, Bob (1929–2022), US-amerikanischer Golfsportler

### Goar
- Goar, Anführer der Alanen in Gallien
- Goar († 575), aquitanischer Priester und MissionarGoar († 575)

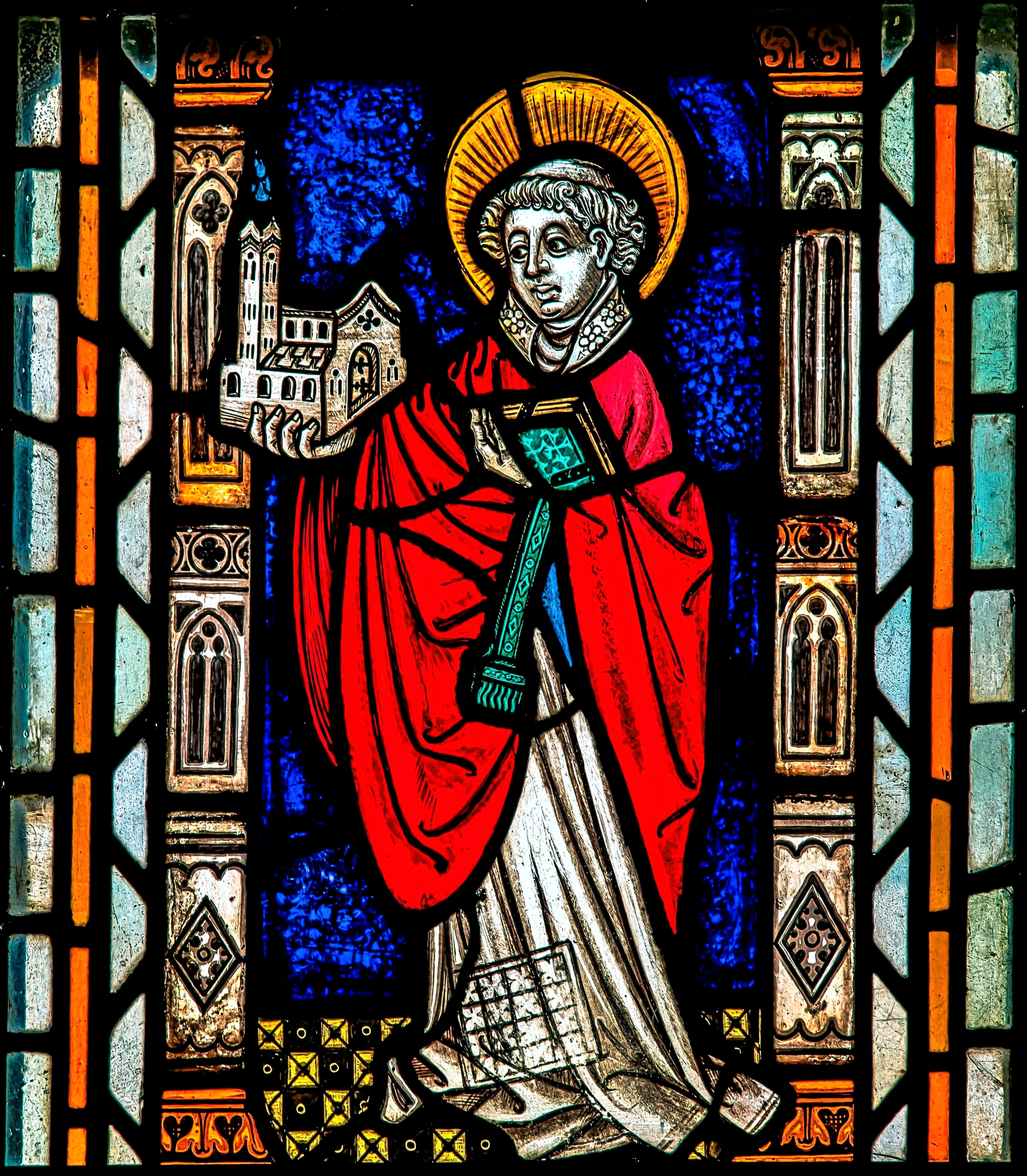
Goar († 575)

### Goas
- Goasdoué, Yves (* 1959), französischer Politiker, Mitglied der Nationalversammlung
- Goasmat, Jean-Marie (1913–2006), französischer Radrennfahrer

### Goat
- Goater, Shaun (* 1970), bermudischer Fußballspieler

### Goaz
- Goaz, Harry (* 1960), US-amerikanischer Schauspieler